# Шрайберс, Карл Франц Антон фон
Карл Франц Анто́н фон Шра́йберс (нем. Karl Franz Anton von Schreibers; 15 августа 1775, Братислава — 21 мая 1852, Вена) — австрийский зоолог.

## Биография
Карл фон Шрайберс приехал в Вену в возрасте 9 лет, учился с 1784 года при Лёвенбургском монастыре, а с 1793 года начал изучать медицину. До 1795 года он работал ассистентом френолога Франц Йозефа Галля. После получения учёной степени кандидата наук в 1798 году Шрайберс работал врачом у своего дяди и объехал в 1799 году несколько европейских государств. В 1801 году он стал ассистентом профессора естествознания в университете Вены Петера Йордана, чьи лекции он дополнял с 1802 по 1807 годы. Наряду с этим он вёл также медицинскую практику.
Шрайберс начал рано заниматься ботаникой, минералогией, а также зоологией и завязал контакты в этой области с европейскими учёными. По их инициативе он занимался мало известными протеями. В 1806 году он был назначен директором императорского Кабинета естествознания (de:K.k. Hof-Naturalienkabinette), коллекцию которой он существенно расширил. В 1809 году он активно участвовал в эвакуации коллекции для защиты от наполеоновских войск. В 1817 году князь Меттерних поручил Шрайберсу руководить научной экспедицией в Бразилию. Шрайберс стал в конечном счёте также основателем построенного согласно научной точке зрения Музея естествознания в Вене. В 1812 году он стал внештатным членом Баварской академии наук.
Шрайберс описал метеорит, названный в его честь шрейберзитом.